# Taxillus vestitus
Taxillus vestitus là một loài thực vật có hoa trong họ Loranthaceae. Loài này được (Wall.) Danser miêu tả khoa học đầu tiên năm 1929.